# Elementare Klasse
Der Begriff elementare Klasse gehört zur Modelltheorie, einem Teilgebiet der mathematischen Logik. Es geht dabei um die Frage, wie sich Klassen von Strukturen durch Sätze der Prädikatenlogik erster Stufe charakterisieren lassen.

## Definitionen
Ist {\displaystyle L_{I}^{S}} eine Sprache der Logik erster Stufe und ist {\displaystyle \varphi } ein Satz dieser Sprache, so sei {\displaystyle \mathrm {Mod} ^{S}\varphi } die Klasse aller {\displaystyle S}-Strukturen {\displaystyle {\mathcal {A}}}, die den Satz {\displaystyle \varphi } erfüllen, das heißt, für die {\displaystyle {\mathcal {A}}\vDash \varphi } gilt (für den Herleitbarkeitsbegriff {\displaystyle \vDash } siehe Artikel Prädikatenlogik erster Stufe). 
Man sagt in diesem Fall, {\displaystyle {\mathcal {A}}} sei ein Modell für {\displaystyle \varphi }.
Eine Klasse von S-Strukturen heißt elementar, wenn es einen Satz {\displaystyle \varphi } gibt, so dass sie mit {\displaystyle \mathrm {Mod} ^{S}\varphi } zusammenfällt. Die Mitglieder der Klasse lassen sich also in der Prädikatenlogik erster Stufe durch den Satz {\displaystyle \varphi } charakterisieren.
Oft reicht ein einzelner Satz zur Charakterisierung einer Klasse von Strukturen nicht aus. Für eine nicht-leere Menge {\displaystyle \Phi } von Sätzen aus {\displaystyle L_{I}^{S}} sei
{\displaystyle \mathrm {Mod} ^{S}\Phi \quad :=\quad \bigcap _{\varphi \in \Phi }\mathrm {Mod} ^{S}\varphi }
die Klasse aller S-Strukturen, die sämtliche Sätze aus {\displaystyle \Phi } erfüllen. Man nennt eine Klasse {\displaystyle \Delta }-elementar, wenn es eine nicht-leere Menge {\displaystyle \Phi } von Sätzen gibt, so dass sie mit {\displaystyle \mathrm {Mod} ^{S}\Phi } zusammenfällt, wobei das {\displaystyle \Delta } an obige Durchschnittsbildung erinnern soll. Ist {\displaystyle \Phi =\{\varphi _{1},\ldots ,\varphi _{n}\}} endlich, so liegt eine elementare Klasse vor, denn offenbar ist
{\displaystyle \mathrm {Mod} ^{S}\{\varphi _{1},\ldots ,\varphi _{n}\}=\mathrm {Mod} ^{S}\varphi _{1}\land \ldots \land \varphi _{n}}.

## Beispiele und Sätze
Ein typisches Beispiel für eine elementare Klasse ist die Klasse aller Körper. Als Symbolmenge verwendet man {\displaystyle S=\{0,1,+,\cdot \}} und als {\displaystyle \varphi } nimmt man einfach die Konjunktion aller Körperaxiome.
Um ein Beispiel für eine {\displaystyle \Delta }-elementare Klasse anzugeben, betrachten wir wieder die Symbolmenge {\displaystyle S=\{0,1,+,\cdot \}}, die Konjunktion {\displaystyle \varphi _{K}} aller Körperaxiome und für jede Primzahl {\displaystyle p} den mit {\displaystyle \varphi _{p}} bezeichneten Satz {\displaystyle 1+\ldots +1\equiv 0}, wobei auf der linken Seite {\displaystyle p} viele Einsen addiert werden. 
Der Satz  {\displaystyle \varphi _{K}\land \varphi _{p}} charakterisiert offenbar die elementare Klasse der Körper der  Charakteristik {\displaystyle p}. 
Die unendliche Menge 
{\displaystyle \Phi =\{\varphi _{K}\}\cup \{\neg \varphi _{p};p{\mbox{ Primzahl}}\}}
definiert dann die Klasse aller Körper der Charakteristik 0, die daher {\displaystyle \Delta }-elementar ist. Man kann zeigen, dass diese Klasse nicht elementar ist.
Schließlich gibt es wichtige Klassen, die nicht einmal {\displaystyle \Delta }-elementar sind, so zum Beispiel die Klasse aller endlichen Körper. Die Ursache dafür ist der folgende Satz:
- Enthält eine {\displaystyle \Delta }-elementare Klasse S-Strukturen beliebig großer endlicher Mächtigkeit, so enthält sie auch unendliche S-Strukturen.

Eine {\displaystyle \Delta }-elementare Klasse, die alle endlichen Körper umfasst, enthält mit den Restklassenkörpern {\displaystyle \mathbb {Z} /(p)} solche beliebig großer endlicher Mächtigkeit, und damit nach diesem Satz auch unendliche, die daher nicht zur betrachteten Klasse gehören.
Ferner gilt:
- Enthält eine {\displaystyle \Delta }-elementare Klasse eine unendliche S-Struktur, so enthält sie auch S-Strukturen beliebig großer Mächtigkeit.

Insbesondere enthalten {\displaystyle \Delta }-elementare Klassen in der Situation des letzten Satzes nicht-isomorphe Strukturen, denn isomorphe Strukturen haben notwendigerweise dieselbe Mächtigkeit. Daher kann es nicht gelingen, die Menge der natürlichen Zahlen oder den geordneten Körper der reellen Zahlen, die ja beide bis auf Isomorphie eindeutig sind, durch eine Menge von Sätzen der Prädikatenlogik erster Stufe zu charakterisieren. Diese Erkenntnis führt dann weiter zu Nichtstandardmodellen und Nichtstandardanalysis.

## Axiomatisierbarkeit
Man sagt, eine {\displaystyle \Delta }-elementare Klasse, die durch eine Aussagenmenge {\displaystyle \Phi } gegeben ist, sei durch {\displaystyle \Phi } axiomatisiert, und die einzelnen Sätze in {\displaystyle \Phi } heißen die Axiome der Klasse. Damit ist {\displaystyle \Delta }-elementar synonym zu axiomatisierbar. Manche Autoren unterscheiden nicht zwischen elementar und {\displaystyle \Delta }-elementar, sondern sprechen allgemein von Axiomatisierbarkeit. Die oben definierte Elementarität entspricht dann einer endlichen Axiomatisierbarkeit.